# Dwight Yorke
Dwight Yorke (ur. 3 listopada 1971 w miejscowości Canaan na wyspie Tobago) – piłkarz trynidadzki.
Były gracz drużyn angielskiej Premiership: Aston Villi, Manchesteru United, Blackburn Rovers, Birmingham City oraz Sunderlandu.
W reprezentacji Trynidadu i Tobago rozegrał 72 meczów, zdobywając 19 goli. W 2001 roku zrezygnował, wraz z Russellem Latapy, z gry w kadrze po konflikcie z trenerem, jednak powrócił na eliminacje Mistrzostw Świata 2006, na które Trynidad i Tobago zakwalifikowały się po dwumeczu barażowym z Bahrajnem. W marcu 2007 zrezygnował z gry w piłkarskiej reprezentacji Trynidadu i Tobago, jednak Yorke zdecydował się na zagranie meczu towarzyskiego z Anglią w czerwcu 2008 roku. 10 lipca 2008 roku Dwight ogłosił swój powrót do reprezentacji na eliminacje do Mistrzostwa Świata w Piłce Nożnej 2010. W dniu 15 października 2008 zdobył swojego pierwszego gola po powrocie w meczu kwalifikacyjnym do Mundialu 2010 ze Stanami Zjednoczonymi. Mecz zakończył się 2-1 dla Trynidadu i Tobago. Po wypełnieniu kontraktu z Sunderlandem w 2009, nie mógł sobie znaleźć klubu przed końcem okienka transferowego. Yorke zdecydował się na zakończenie kariery i objął funkcję asystenta trenera reprezentacji Trynidadu i Tobago.
Ze związku z modelką Katie Price ma syna, Harveya (ur. 27 maja 2002), który jest częściowo niewidomy i cierpi na autyzm i ma zaburzenie genetyczne chromosomu 15 – zespół Pradera-Williego.